# Fritz-Hüser-Institut

Archiv des Instituts – links die Nachlässe, rechts die Bibliothek

Das Fritz-Hüser-Institut für Literatur und Kultur der Arbeitswelt in Dortmund entstand 1973 aus einer 1923 begründeten Privatsammlung des Stahlarbeiters und späteren Bibliothekars Fritz Hüser. Es ist das einzige Institut im deutschsprachigen Raum mit diesem Sammlungsschwerpunkt und hat seinen Sitz seit 2007 auf dem Gelände der Zeche Zollern.

## Geschichte, Namen und Aufgaben
Fritz Hüser war seit 1945 der Direktor der Städtischen Volksbücherei Dortmund (seit 1970 Stadtbücherei Dortmund). Als er 1973 pensioniert wurde, stiftete er seine Privatsammlung von insgesamt zehntausend Büchern, Broschüren und Zeitungsartikeln zur Arbeiterliteratur der Stadt Dortmund. Sie verpflichtete sich im Gegenzug, zu deren Erschließung ein wissenschaftliches Institut einzurichten, das Institut für deutsche und ausländische Arbeiterliteratur. Fritz Hüser leitete es ehrenamtlich bis zu seinem Tod. Seither wurde die Sammlung erheblich erweitert. Kernbestandteile sind heute eine ca. 50.000 Bände umfassende Spezialbibliothek, ein Archiv mit 120 Nachlässen von Schriftstellern, Publizisten und literarischen Vereinigungen sowie diverse Sammlungen (unter anderem Fotos, audio-visuelle Medien, Plakate, Kunstwerke sowie Schriftsteller-Nachlässen und andere Archivalien). 1983, anlässlich des 75. Geburtstages von Fritz Hüser, wurde es in Fritz-Hüser-Institut für deutsche und ausländische Arbeiterliteratur umbenannt. Durch eine weitere Umbenennung erhielt es seinen heutigen Namen Fritz-Hüser-Institut für Literatur und Kultur der Arbeitswelt. Nach seinem Namensgeber leiteten Rainer Noltenius (ab 1979), Hanneliese Palm (ab 2005) und Iuditha Balint (seit 2018) das Institut.
Die industrielle Arbeitswelt, wie sie die von Fritz Hüser gesammelten Werke beschreiben und analysieren, ist im Strukturwandel der letzten Jahrzehnte zu großen Teilen verschwunden. Die Themen Arbeit und Arbeitslosigkeit spielen jedoch weiterhin eine große Rolle in der öffentlichen Diskussion. Die Frage der Darstellung von Arbeit in Literatur und Kunst bleibt daher weiterhin aktuell. Die Bestände des Instituts bieten eine Basis dafür, Probleme des Arbeitslebens mit neuen Fragestellungen bis in die Gegenwart zu verfolgen.
Unter Rückgriff auf die archivalischen und bibliothekarischen Bestände des Fritz-Hüser-Instituts entstanden zahlreiche Dissertationen und Habilitationsschriften, auch Seminar- und Abschlussarbeiten unter anderem von Rüdiger Safranski, Bernd Witte, Ulla Hahn, Stephan Reinhardt, Georg Bollenbeck, Friedemann Spicker, Wolfgang Emmerich, Gerald Stieg. Das Institut steht der interessierten Öffentlichkeit für Recherchen und Anfragen zur Verfügung. Es begleitet wissenschaftliche und studentische Forschungen sowie auch die Facharbeiten von Schülern.

## Sammlung
Die Sammlungsgebiete umfassen alle Bereiche der Literatur- und Kulturgeschichte. Im Archiv werden Nachlässe von Schriftstellern, literarischen Persönlichkeiten und literarischen Vereinigungen der Arbeitswelt des 19., 20. und 21. Jahrhunderts aufbewahrt, darunter:
- Dortmunder Gruppe 61
- Werkkreis Literatur der Arbeitswelt
- Dortmunder Lehrlingstheater
- Elfriede Brüning
- Bruno und Helmut Dreßler (Begründer und Geschäftsführer der Büchergilde Gutenberg)
- Christian Geissler
- Gregor Gog (Begründer des Verlags und der Zeitschrift der Vagabunden Der Kunde sowie der »Bruderschaft der Vagabunden«, 1927–1933)
- Erich Grisar
- Max von der Grün
- Fasia Jansen[7]
- Heinrich Lersch
- Walter Köpping
- Wolfgang Körner
- Franz Osterroth
- Ernst Preczang
- Josef Reding
- Bruno Schönlank
- Hans Tombrock
- Christoph Wieprecht
- Hildegard Wohlgemuth
- Paul Zech

Von dem ehemaligen Deutschen Arbeitersängerbund, heute »Deutscher Allgemeiner Sängerbund«, wurde ein Altarchiv mit Kompositionen, Liederhandschriften und Liederbüchern – aus den letzten 140 Jahren übernommen. Hinzu kommen kleinere Handschriften-Bestände von 170 Autoren, unter anderem von Martin Andersen Nexø, Bertolt Brecht, Oskar Maria Graf, Hermann Hesse, Sinclair Lewis, Erich Mühsam, Ernst Toller, B. Traven, Josef Winckler, Friedrich Wolf, Stefan Zweig sowie Gerhart Baron, Josef Luitpold Stern und Alfons Petzold. Das Bildarchiv umfasst Grafiken, Fotografien und Plakate zu allen Gebieten der Kultur der Arbeitswelt. Im Jahre 2009 wurde die Bibliothek von Willi Bredel von der Willi-Bredel-Gesellschaft dem Fritz-Hüser-Institut als Dauerleihgabe übergeben.

## Forschung
Erforscht wird die Geschichte der Literatur und Kultur der Arbeitswelt. Die Ergebnisse der Forschungsarbeit wurden von 1980 bis 2003 in zwei Reihen publiziert: den "Forschungen zur Arbeiterliteratur" und den "Ausstellungskatalogen" unter dem Obertitel für beide: "Schriften des Fritz Hüser-Instituts". Seit 2005 erschienen dann alle künftigen Bände unter dem einheitlichen Titel; "Schriften des Fritz Hüser-Instituts". Im Jahre 2012 fand letztmals eine Tagung statt.

## Ausstellungen
Unter seinem ersten wissenschaftlichen Leiter Rainer Noltenius zeigte das Fritz-Hüser-Institut von 1980 bis 2004 Wanderausstellungen in 149 Städten Europas, Asiens und Amerikas zur Geschichte der Literatur und Kultur der Arbeitswelt des 19. bis 21. Jahrhunderts in deutscher, englischer, französischer, schwedischer und Esperanto-Sprache. Dadurch gelang es – zusammen mit den beiden Schriftenreihen (24 Bände), dass das Fritz-Hüser-Institut als wichtiges Institut für Sammlung und Erforschung der Kultur- und Literatur-Geschichte arbeitender Menschen anerkannt wurde.

## Fritz Hüser-Gesellschaft
Gewerkschafter, Wissenschaftler und Kulturschaffende gründeten 1988 die Fritz Hüser-Gesellschaft e. V. als Fördergesellschaft des Fritz-Hüser-Instituts für Literatur und Kultur der Arbeitswelt. Die als gemeinnütziger Verein organisierte Gesellschaft versteht sich als Schnittstelle zwischen den Schriftstellern und Künstlern, den Gewerkschaften, den Angehörigen der Arbeiterkulturbewegungen und dem Fritz-Hüser-Institut. Vorsitzende der Gesellschaft waren Guntram Schneider, Ulla Burchardt, Karl-Heinz Faust (Arbeitsdirektor bei den Dortmunder Stadtwerken), Ernst Söder (DGB-Kreis-Vorsitzender im Hochsauerland), Eberhard Weber (Vorsitzender des DGB Östliches Ruhrgebiet) und Michael Belamon (gewerkschaftlicher Bildungsreferent). Seit 2023 ist die Historikerin Dr. Helen Wagner (Wiss. Mitarbeiterin beim Regionalverband Ruhr) Vorsitzende der Gesellschaft, stellvertretender Vorsitzender ist Dr. Jens Becker (Hans-Böckler-Stiftung).
Die Fritz Hüser-Gesellschaft bzw. das Fritz-Hüser-Institut sind Mitglieder der Nordrhein-Westfalen-Stiftung Naturschutz, Heimat- und Kulturpflege, der Arbeitsgemeinschaft Literarischer Gesellschaften und Gedenkstätten, der Christian-Geissler-Gesellschaft, der Kinder des Sisyphos - Freundeskreis Erasmus Schöfer und der Netzwerke Wissenschaft in Dortmund, L’Observatoire Européen des Récits du Travail (OBERT) und der Literary Labour Studies.
Die Gesellschaft hat rund 100 Mitglieder und unterstützt die Arbeit des Instituts durch Veröffentlichungen und Veranstaltungen.